# Сефле (община)
Община Сефле (на шведски: Säffle kommun) е разположена в лен Вермланд, западна централна Швеция с обща площ 2512 km2 и население 15 276 души (към 31 декември 2013). Административен център на община Сефле е едноименния град Сефле.